# Gülşen Bubikoğlu
Gülşen Bubikoğlu est une actrice turque née le 5 décembre 1954 à Istanbul. Il s'agit d'une des actrices turques les plus notoires des années 1970 et du début des années 1980.[réf. nécessaire]

## Carrière
Bubikoğlu étudie au Fatih Kız Lisesi d'Istanbul et devient mannequin dans un premier temps.
Elle joue son premier rôle principal dans le film Yaban, sorti en 1973. Elle joue avec Tarik Akan dans de nombreuses comédies romantiques ; ce couple est l'un des plus reconnus de l'histoire du cinéma turc. Bubikoğlu interprète des rôles principaux dans de nombreux films du réalisateur Türker İnanoğlu (en), qu'elle épouse en 1974.

## Filmographie
- 1973 : Yaban : Alev Özkan
- 1973 : Bitirimler Sosyetede : Peri
- 1974 : Mahçup Delikanlı : Sema Akgünlü
- 1974 : Yüz Liraya Evlenilmez : Gülşen
- 1974 : Cici Kız : Ayşim Somer
- 1974 : Reisin Kızı : Gülten
- 1974 : Ayrı Dünyalar : Aslı
- 1974 : Yaz Bekarı : Leyla Güneş
- 1975 : Şafakta Buluşalım : Gülben
- 1975 : Üç Kağıtçılar : Cemile
- 1975 : Ah Nerede : Zehra
- 1975 : Ah Bu Gençlik : Cemile
- 1975 : Evcilik Oyunu : Nazlı
- 1976 : Kader Bağlayınca : Zeynep
- 1976 : Sıralardaki Heyecan : Gülşen
- 1976 : Ne Umduk Ne Bulduk : Zeynep
- 1976 : Baş Belası : Ayşe
- 1977 : Ölmeyen Şarkı : Çiğdem
- 1977 : Bizim Kız : Zeynep Arda
- 1978 : İşte Bizim Hikayemiz : Sevgi
- 1978 : Vahşi Gelin : Necmiye
- 1979 : Lo scoiattolo (en turc : Mücevher Hırsızları) de Guido Zurli : Yasmine Scoiattolo/Sincap
- 1979 : Canikom : Bahar
- 1980 : Renkli Dünya : Zeynep Demir
- 1980 : Tanrı'ya Feryat : Selda
- 1981 : Gırgıriyede Şenlik Var
- 1981 : Gırgıriye
- 1982 : Görgüsüzler : Gül
- 1982 : Leyla İle Mecnun : Leyla
- 1982 : O Kadın : Gönül
- 1982 : Kördüğüm : Gülşen
- 1983 : Gırgıriyede Cümbüş Var : Gülliye
- 1983 : İhtiras Fırtınası : Şeref
- 1984 : Gırgıriyede Büyük Seçim : Gülliye
- 1984 : Alev Alev : Alev
- 1985 : Paramparça : Ümran Koçer
- 1986 : Savunma : Handan Çelik
- 1986 : Kıskıvrak : Reyhan
- 1988 : Kurtar Beni : Ayten (rôle récompensé au Festival international du film d'Antalya)
- 1988 : Kızım ve Ben / Gurbet Kadını : Reyhan Olcay
- 1989 : Suçlu : Fatma Kara
- 1989 : Dehşet Gecesi
- 1990 : Madde 438 : Naciye Tuna
- 1993 : Zirvedekiler : Zeynep
- 1998 : Affet Bizi Hocam : Zeynep

## Prix et récompenses
En 1988, Bubikoğlu se voit décerner un Orange d'or de la meilleure actrice pour son rôle dans le film Kurtar Beni de Halit Refiğ. Elle reçoit également un Orange d'or pour la carrière en 2010.